# Dixella attica
Dixella attica är en tvåvingeart som först beskrevs av Pandazis 1933.  Dixella attica ingår i släktet Dixella och familjen u-myggor. Inga underarter finns listade i Catalogue of Life.